# Tom Morello
Thomas Baptist „Tom“ Morello (* 30. Mai 1964 in Harlem, New York City) ist ein US-amerikanischer Gitarrist und Sänger. Er wurde als Gitarrist der Crossover-Band Rage Against the Machine bekannt und spielte in der Alternative-Rock-Band Audioslave.
Morello ist stark politisch aktiv, Mitbegründer der Axis of Justice sowie Mitglied der Industrial Workers of the World.
Er war im Rolling-Stone-Magazin als einer der „The Top 20 New Guitarists“ aufgeführt und ist auf Platz 40 der Rolling-Stone-Liste der „100 Greatest Guitarists of All Time“.

## Leben
Der Sohn von Mary Morello, Begründerin von Parents For Rock and Rap, und des kenianischen Guerilla-Kämpfers und Revolutionärs Ngethe Njoroge wuchs im US-amerikanischen Bundesstaat Illinois auf. Tom Morello ist der Großneffe von Jomo Kenyatta, dem ersten gewählten Präsidenten Kenias.
Nach dem Besuch der Highschool absolvierte Morello an der Harvard University ein Studium der Politikwissenschaften, das er 1986 mit dem akademischen Grad Bachelor of Arts abschloss. Anschließend zog er nach Los Angeles, wo er sich einer Band namens Electric Sheep anschloss, in der auch Tool-Gitarrist Adam Jones mitspielte.
Im Jahr 1988 spielte er bei Lock Up, mit denen er auch sein erstes Album Something Bitchin' This Way Comes im Juli 1989 veröffentlichte. In dieser Zeit lernte er Brad Wilk kennen. Später traf er Zack de la Rocha, der Morello mit Tim Commerford bekannt machte. Die vier Musiker gründeten 1991 Rage Against the Machine und bekamen bald einen Plattenvertrag. Es folgten vier Alben, die allesamt große internationale Erfolge feiern konnten.

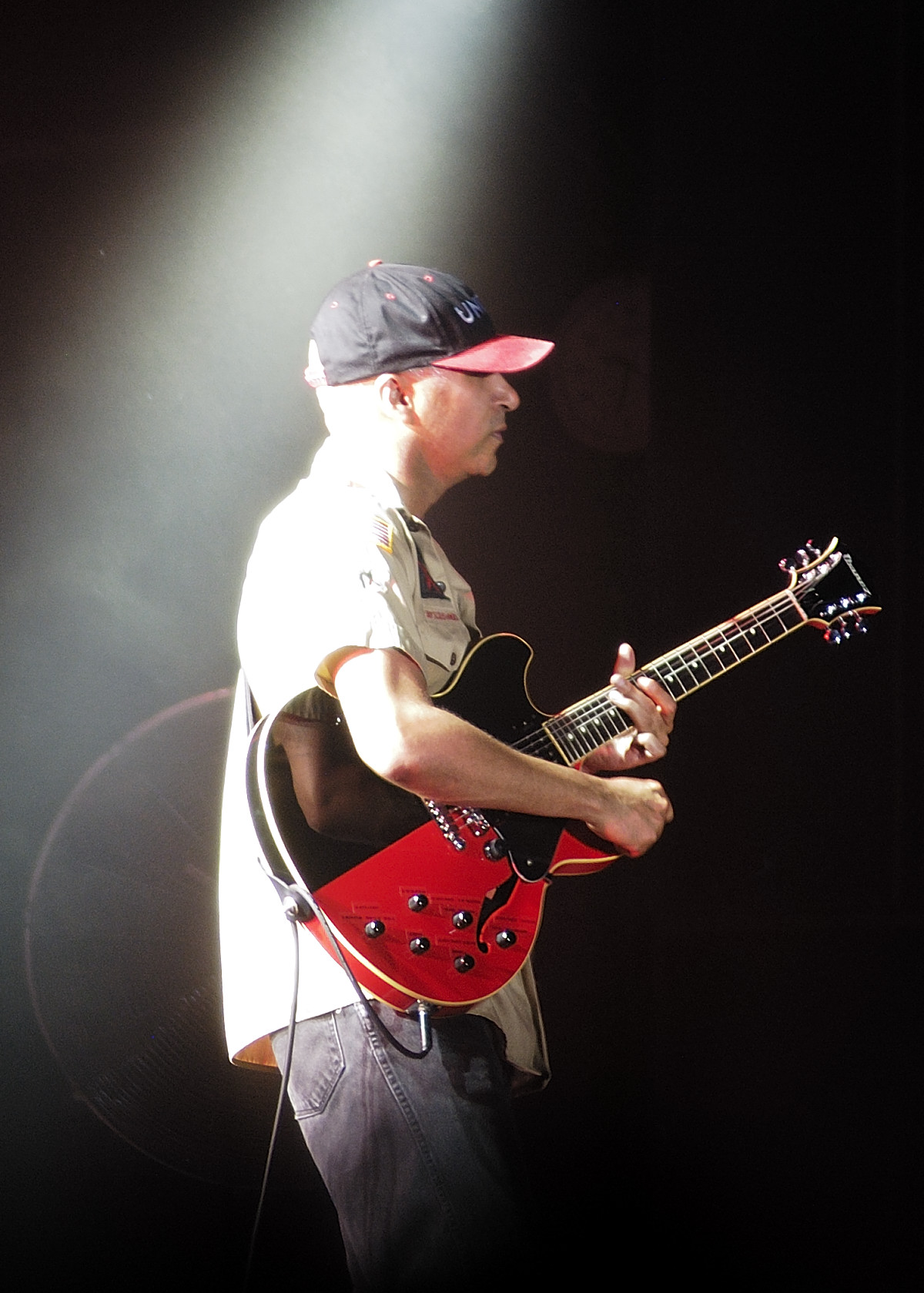
Morello live auf der Reunion-Tour mit Rage Against The Machine

Nachdem Zack De La Rocha im Jahr 2000 bei Rage Against The Machine ausstieg, entschied man sich nach ein paar Sessions mit dem ehemaligen Soundgarden-Sänger Chris Cornell ein Album aufzunehmen. Nach den Aufnahmen beschloss man dieses Projekt dauerhaft unter dem Namen Audioslave fortzuführen. Bis 2006 erschienen drei Studioalben, die ausnahmslos die Charts erreichten.
Anfang 2007 verließ Chris Cornell Audioslave und Morello, Commerford und Wilk gingen wieder mit Zack de la Rocha als Rage Against The Machine auf Reunion-Tour. Im gleichen Jahr erschien auch das erste Album von Morellos seit 2003 verfolgtem Folk-Soloprojekt The Nightwatchman. Zwei weitere folgten 2008 und 2011.
Im Jahr 2006 wurde der Street Sweeper Social Club gegründet, ein Projekt Morellos mit dem Rapper Boots Riley von The Coup. Ähnlich wie bei Rage Against The Machine werden auch hier Rock- mit Rap-Elementen kombiniert. Eine EP mit dem Titel NINJA 2009 Tour Sampler erschien im Jahr 2009 in den USA, im gleichen Jahr, Anfang August, auch das Debütalbum der Band mit dem Titel Street Sweeper Social Club in Deutschland. Im August 2010 erschien von SSSC die EP The Ghetto Blaster EP. Morello war am 13. April 2012 zusammen mit Claudio Sanchez Special Guest auf dem Chicago Comic & Entertainment Expo (C2E2).
Im Jahr 2015 gründete er zusammen mit Ryan Harvey das Plattenlabel Firebrand Records. Außerdem gab er in einem Interview bekannt, an einem neuen The Nightwatchman-Album zu arbeiten.
2022 war er in einem Cameo im Netflix-Film Metal Lords zu sehen. Er war außerdem für die Musik verantwortlich und komponierte den Song Machinery of Torment, den die fiktive Metalband Skullflower in dem Film spielt.

## Politische Aktivitäten
Morello ist für sein politisches Engagement bekannt. So gründete er beispielsweise mit Serj Tankian von System of a Down die Axis of Justice, bei der sich junge Aktivisten treffen können. Außerdem trat er bei den G8-Protesten am 2. Juni 2007 in Heiligendamm auf der politisch-kulturellen Veranstaltung Move against G8 auf.
Im August 2012 sprach sich Morello im Rolling Stone Magazine klar gegen den US-Republikaner Paul Ryan aus. Dieser hatte in Interviews Rage Against the Machine zu seinen Lieblingsbands gezählt.
Morello sagte zum Rolling Stone:
„… Paul Ryans Liebe zu Rage Against the Machine ist amüsant, da er die Verkörperung der Maschine ist, gegen die unsere Musik zwei Jahrzehnte gewütet hat… Verstehen Sie mich nicht falsch; ich sehe durchaus, dass Ryan eine ganze Ladung ‚Wut‘ in sich trägt: Wut auf Frauen, Wut auf Einwanderer, Wut auf Arbeiter, Wut auf Schwule, Wut auf Arme, Wut auf die Umwelt. Das praktisch Einzige, wogegen er nicht wütet, ist die privilegierte Elite, vor welcher er für Wahlkampfspenden kriecht …“
(„… Paul Ryan's love of Rage Against the Machine is amusing, because he is the embodiment of the machine that our music has been raging against for two decades… Don't mistake me, I clearly see that Ryan has a whole lotta ‚rage‘ in him: A rage against women, a rage against immigrants, a rage against workers, a rage against gays, a rage against the poor, a rage against the environment. Basically the only thing he's not raging against is the privileged elite he's groveling in front of for campaign contributions…“)
Er ist Ratsmitglied der Progressiven Internationalen (PI).

## Bands, Projekte und Kollaborationen
- Electric Sheep (1986–1988)
- Lock Up (1988–1991)

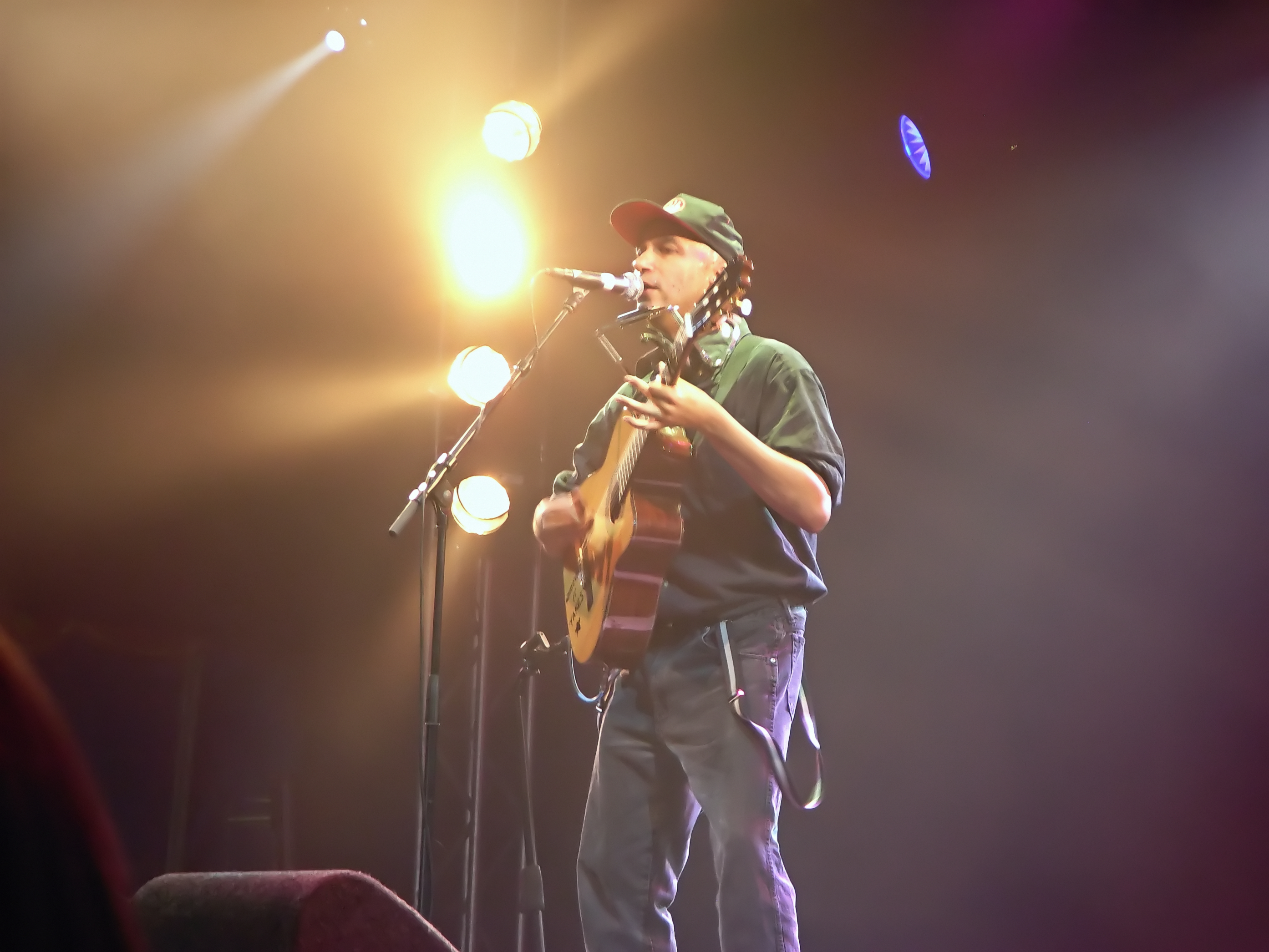
The Nightwatchman, das Folk-Projekt Morellos

- Rage Against the Machine (1991–2000, seit 2007)
- Civilian (2001–2002)
- Audioslave (2001–2007)
- Axis of Justice (Nebenprojekt; seit 2002)
- The Nightwatchman (Nebenprojekt; seit 2003)
- Street Sweeper Social Club (Nebenprojekt; seit 2006)
- Device (Gastmusiker Debütalbum; 2012)
- Bruce Springsteen (2008–2015)
- Prophets of Rage (2016–2019)
- The Atlas Underground (Soloalbum; 2018)
- The Atlas Underground Fire (Soloalbum; 2021)
- The Atlas Underground Flood (Soloalbum; 2021)

Morello ist auf dem Primus-Album Antipop (1999) als Lead-Gitarrist zu hören. Mit der Class of '99 spielte er den Titeltrack zu Another Brick in the Wall von Pink Floyd für den Faculty-Soundtrack neu ein. Weiterhin arbeitete Morello mit unterschiedlichen Künstlern wie The Prodigy, Wu-Tang Clan, Macy Gray, Atari Teenage Riot, Bruce Springsteen, Jimmy Page, Linkin Park, Dave Matthews Band, Run-D.M.C., Cypress Hill und Raury zusammen.
Zudem trat er unter anderem mit Billy Gould von Faith No More und Maynard James Keenan von Tool unter dem Namen Shandi's Addiction mit einem Kiss-Coversong in Erscheinung.
Am 19. Mai und am 4. Juni 2006 gab Tom Morello Konzerte für die Bauern der South Central Farmers, die sich vom US-amerikanischen Staat unterdrückt fühlen. Auch Zack de la Rocha unterstützt diese Organisation.
Im Computerspiel Guitar Hero III: Legends of Rock hat Tom Morello einen Gastauftritt als einer von drei Endgegnern. Dafür wurde ein „Battle“ von Tom Morello komponiert und eingespielt. Wenn der Endgegner besiegt ist, kann der Spieler Tom Morello als Avatar verwenden und als Tom Morello weiterspielen.
Im Film Iron Man hat er einen Cameo-Auftritt. Ebenso verkörperte er einen Crewman in der Serie Star Trek: Raumschiff Voyager (Folge Der Gute Hirte, 6. Staffel, Episode 20), sowie einen ungenannten Charakter im Kinofilm Star Trek: Der Aufstand. In der Dokumentation Metal Evolution diskutiert er zusammen mit anderen namhaften Kollegen die Entstehungsgeschichte des Metal-Genres.
Am 16. April 2010 erschien das neue Album Rise Up von Cypress Hill, in dem Tom Morello beim gleichnamigen Track sowie dem Song Shut ´em down mitwirkte. Bereits 1998 arbeitete er mit Cypress Hill zusammen. Morello fertigte für deren Song Checkmate einen Remix an.
Im September 2011 gab Morello bekannt, zusammen mit Scott Hepburn Comics zu entwickeln. Die Reihe soll Orchid heißen, Morello will außerdem zu jeder Ausgabe einen Song zum Download mit anbieten.
Im Frühjahr 2013 ersetzte Tom Morello im Rahmen von Bruce Springsteens Wrecking Ball Tour vorübergehend den langjährigen Gitarristen Steven Van Zandt, da dieser aufgrund der Dreharbeiten der norwegischen Serie Lilyhammer verhindert war. Anfang Januar 2014 nach der Tournee erschien das neue Album von Bruce Springsteen mit dem Titel High Hopes. Morello wirkte unter anderen in den Songs High Hopes, Harry's Place, American Skin (41 Shots), Just Like Fire Would, Heaven's Wall, Hunter of Invisible Game sowie The Ghost of Tom Joad mit.
Von 2016 bis 2019 spielte er zusammen mit Tim Commerford und Brad Wilk in der Band Prophets of Rage, die eine Fortsetzung von Rage Against the Machine darstellen sollte. Als Frontsänger agierten die US-amerikanischen Rapper Chuck D und B-Real.
2016 vertonte er gemeinsam mit Ryan Harvey und Ani DiFranco den wiederentdeckten Woody-Guthrie-Text Old Man Trump, über den im Zuge der Präsidentschaftskandidatur Donald Trumps medial berichtet wurde.
2024 nahm er gemeinsam mit MC5 den Titelsong deren gleichnnamigen und voraussichtlich letzten Albums Heavy Lifting auf.

## Equipment
Morello ist für seine außergewöhnliche und innovative Spielweise bekannt und zählt laut Rolling Stone zu den „100 besten Gitarristen der Welt“.
Ein charakteristischer Effekt ist sein Toggle-Kill-Switch, der bei Gitarren mit Les-Paul-Schaltung das Signal der Gitarre ein- und ausschaltet. Morello hat diese Schaltung in viele seiner Gitarren integriert, um „Stotter-Effekte“ zu erzielen. Des Weiteren erzeugt er mit einem der Bühnenlautsprecher eine Rückkopplung.
Weiterhin besitzt Morello die Fähigkeit, auch unter großer körperlicher Bewegung korrekt zu spielen, was ihn zu einem der eindrucksvollsten Bühnengitarristen macht. Er legt ein hohes technisches Geschick an den Tag, was sein Auftreten prägt und auszeichnet. Morello nutzt mit Hilfe zahlreicher Effekte die klanglichen Möglichkeiten der E-Gitarre im Spannungsfeld zwischen Hip-Hop, Funk und Punkrock umfassend aus.
Gitarren:

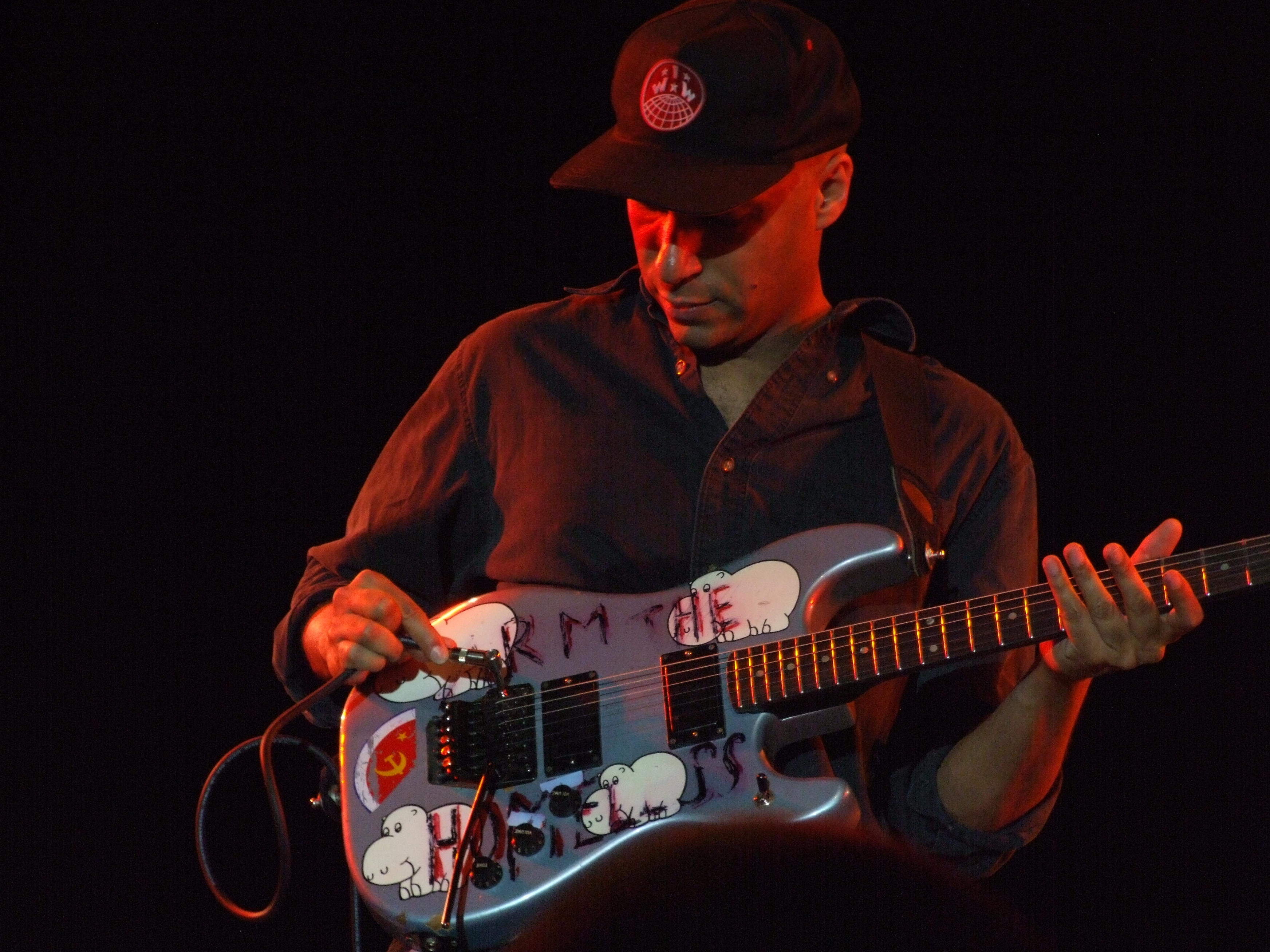
Morello live im April 2008

- „Arm The Homeless“ – modifizierte Gitarre aus Stratocaster-Body und Kramer-Hals
- „Sendero Luminoso“ – Fender Telecaster
- „Soul Power“ – modifizierte Fender Stratocaster
- „Creamy“ – St. George MP-3 aus einem kanadischen Pfandhaus
- Gibson Les Paul Standard
- „Kenyan“ – Ibanez Talman

Effektgeräte:
- BOSS TR-2 Tremolo
- Jim Dunlop Original Crybaby Wah-Wah
- Digitech WH-1 Whammy
- Boss DD-2 Delay
- DOD FX40B 7 Band Graphic Equalizer
- MXR Phase 90
- Ibanez DFL Flanger

Verstärker:
- Marshall JCM 800 2205, 50-Watt Top-Teil
- Peavey 4x12 Straight-Front Box